# Eino Kulonen
Eino Kulonen, född 24 oktober 1921 i Kiikka, död 17 september 1984 i Åbo, var en finländsk läkare och professor.
Kulonen blev medicine och kirurgie doktor 1951. Han var 1953–1954 docent vid Helsingfors universitet och 1955–1984 professor i medicinsk kemi vid Åbo universitet. Han bedrev tidigt forskningar över bindvävens kemi och blev känd för sina vetenskapliga arbeten om bindvävens struktur och funktion samt om alkoholens effekter på nervsystemet. År 1968 erhöll han det nyinstaftade Matti Äyräpää-priset.